# Hinako Note
Hinako Note (ひなこのーと, Hinako Nōto) é um mangá yonkoma japonês de Mitsuki. É serializado desde agosto de 2014 na revista de mangá seinen da Media Factory, Comic Cune, que fazia parte da revista de seinen Monthly Comic Alive até agosto de 2015. Cinco volumes tankōbon do mangá foram lançados entre 27 de agosto de 2015 e 27 de dezembro de 2018. Hinako Note também está disponível no sítio ComicWalker, da Kadokawa Corporation. Uma adaptação em anime da Passione foi transmitida no Japão entre abril e junho de 2017.

## Mídia

### Mangá
Hinako Note é um mangá yonkoma de Mitsuki, um artista de mangá japonês que desenha principalmente quadrinhos adultos. Começou a serialização na edição de outubro de 2014 da Comic Cune, lançada em 27 de agosto de 2014; No início, a Comic Cune era uma "revista dentro de uma revista", mais precisamente a Monthly Comic Alive, depois tornou-se independente da Comic Alive e mudou para uma revista formal em 27 de agosto de 2015. Hinako Note também está disponível no sítio ComicWalker da Kadokawa Corporation. Siete volumes tankōbon do mangá foram lançados entre 27 de agosto de 2015 e 27 de marcha de 2021.

### Anime
Foi anunciada uma adaptação para anime da série de televisão Passione. A série foi dirigida por Toru Kitahata, com Takeo Takahashi creditado como diretor-chefe. O anime foi ao ar no Japão entre 7 de abril de 2017 e 23 de junho de 2017 e foi transmitido pela Crunchyroll. A série durou 12 episódios. Os temas de abertura e encerramento, respectivamente, são "A-E-I-U-E-O Ao!" (あ・え・い・う・え・お・あお!) e "Curtain Call!!!!!" (かーてんこーる!!!!!, Kāten Kōru!!!!!), ambos interpretados por Gekidan Hitotose (Mao Ichimichi, Miyu Tomita, Yui Ogura, Hisako Tōjō e Marika Kōno).